# Campionati del mondo di atletica leggera 1987 - 3000 metri siepi
La gara dei 3000 metri siepi maschili dei Campionati del mondo di atletica leggera 1987 si è svolta tra il 3 settembre e il 5 settembre.

## Podio
| Pos.    | Atleta            | Nazionalità  | Tempo   |
| ------- | ----------------- | ------------ | ------- |
| Oro     | Francesco Panetta | Italia       | 8'08"57 |
| Argento | Hagen Melzer      | Germania Est | 8'10"32 |
| Bronzo  | William Van Dijck | Belgio       | 8'12"18 |

## Situazione pre-gara

### Record
Prima di questa competizione, il record del mondo (RM) e il record dei campionati (RC) erano i seguenti:
| Record                | Prestazione | Atleta                    | Data                                | Competizione  |
| --------------------- | ----------- | ------------------------- | ----------------------------------- | ------------- |
| Record mondiale       | 8'05"4m     | Henry Rono Kenya          | 13 maggio 1978 Seattle, Stati Uniti |               |
| Record dei campionati | 8'15"06     | Patriz Ilg Germania Ovest | 12 agosto 1983 Helsinki, Finlandia  | Mondiali 1983 |

### Campioni in carica
I campioni in carica a livello olimpico e mondiale erano:
| Campione | Atleta                    | Prestazione | Data                                    | Competizione         |
| -------- | ------------------------- | ----------- | --------------------------------------- | -------------------- |
| Olimpico | Julius Korir Kenya        | 8'11"30     | 10 agosto 1984 Los Angeles, Stati Uniti | Giochi olimpici 1984 |
| Mondiale | Patriz Ilg Germania Ovest | 8'15"06     | 12 agosto 1983 Helsinki, Finlandia      | Mondiali 1983        |

### La stagione
Prima di questa gara, gli atleti con le migliori tre prestazioni dell'anno erano:
| Pos. | Atleta                   | Prestazione | Data                           |
| ---- | ------------------------ | ----------- | ------------------------------ |
| 1    | Francesco Panetta Italia | 8'13"47     | 28 giugno 1987 Praga, Ungheria |
| 2    | Raymond Pannier Francia  | 8'13"88     | 13 luglio 1987 Nizza, Francia  |
| 3    | Patrick Sang Kenya       | 8'14"75     | 13 luglio 1987 Nizza, Francia  |

## Risultati[3][4]

### Turni eliminatori
| 2 Semifinali | 3 settembre | 13 + 13 + 12   | Si qualificano i primi 4 (Q)+ i 3 migliori tempi (q). |
| Finale       | 5 settembre | 15 concorrenti |                                                       |

### Semifinali
Giovedì 3 settembre 1987
| Pos. | Atleta            | Nazione        | Tempo   | Note |
| ---- | ----------------- | -------------- | ------- | ---- |
| 1    | Francesco Panetta | Italia         | 8'16"08 | Q    |
| 2    | Raymond Pannier   | Francia        | 8'16"93 | Q    |
| 3    | William Van Dijck | Belgio         | 8'19"19 | Q    |
| 4    | Patrick Sang      | Kenya          | 8'22"26 | Q    |
| 5    | Eddie Wedderburn  | Regno Unito    | 8'24"09 |      |
| 6    | Adauto Domingues  | Brasile        | 8'26"67 |      |
| 7    | Bela Vago         | Francia        | 8'27"24 |      |
| 8    | Francisco Sánchez | Spagna         | 8'34"29 |      |
| 9    | Michael Heist     | Germania Ovest | 8'38"80 |      |
| 10   | Brian Abshire     | Stati Uniti    | 8'39"97 |      |
| 11   | Liam O'Brien      | Irlanda        | 8'40"88 |      |
| 12   | Herman Hofstee    | Paesi Bassi    | 8'44"04 |      |
| 13   | Emilio Ulloa      | Cile           | 8'44"51 |      |

| Pos. | Atleta                  | Nazione      | Tempo   | Note |
| ---- | ----------------------- | ------------ | ------- | ---- |
| 1    | Joshua Kipkemboi        | Kenya        | 8'20"75 | Q    |
| 2    | Hagen Melzer            | Germania Est | 8'21"07 | Q    |
| 3    | Alessandro Lambruschini | Italia       | 8'21"21 | Q    |
| 4    | Brian Diemer            | Stati Uniti  | 8'21"32 | Q    |
| 5    | Fethi Baccouche         | Tunisia      | 8'22"75 |      |
| 6    | Bogusław Mamiński       | Polonia      | 8'24"32 |      |
| 7    | Tommy Ekblom            | Finlandia    | 8'24"66 |      |
| 8    | Ricardo Vera            | Uruguay      | 8'36"80 |      |
| 9    | Colin Reitz             | Regno Unito  | 8'40"55 |      |
| 10   | Shigeyuki Aikyo         | Giappone     | 8'41"41 |      |
| 11   | Espen Borge             | Norvegia     | 8'47"34 |      |
| 12   | Ramón López             | Paraguay     | 9'10"29 |      |
| 13   | Flemming Jensen         | Danimarca    | dnf     |      |

| Pos. | Atleta             | Nazione          | Tempo   | Note |
| ---- | ------------------ | ---------------- | ------- | ---- |
| 1    | Patriz Ilg         | Germania Ovest   | 8'18"73 | Q    |
| 2    | Graeme Fell        | Canada           | 8'18"87 | Q    |
| 3    | Peter Koech        | Kenya            | 8'19"28 | Q    |
| 4    | José Regalo        | Portogallo       | 8'20"70 | Q    |
| 5    | Henry Marsh        | Stati Uniti      | 8'20"98 | q    |
| 6    | Roger Hackney      | Regno Unito      | 8'21"35 | q    |
| 7    | Franco Boffi       | Italia           | 8'21"69 | q    |
| 8    | Bruno Le Stum      | Francia          | 8'23"61 |      |
| 9    | Valeriy Vandyak    | Unione Sovietica | 8'30"43 |      |
| 10   | Hans Koeleman      | Paesi Bassi      | 8'41"80 |      |
| 11   | Domingo Ramón      | Spagna           | 8'42"35 |      |
| 12   | Mirosław Żerkowski | Polonia          | dnf     |      |

### Finale
Sabato 5 settembre 1987
| Pos.    | Atleta                  | Età | Nazione        | Tempo   | Nota                                     |
| ------- | ----------------------- | --- | -------------- | ------- | ---------------------------------------- |
| Oro     | Francesco Panetta       | 24  | Italia         | 8'08"57 | Record dei campionati · Record nazionale |
| Argento | Hagen Melzer            | 28  | Germania Est   | 8'10"32 | Miglior prestazione personale            |
| Bronzo  | William Van Dijck       | 21  | Belgio         | 8'12"18 |                                          |
| 4       | Brian Diemer            | 25  | Stati Uniti    | 8'14"56 |                                          |
| 5       | Graeme Fell             | 28  | Canada         | 8'16"46 |                                          |
| 6       | Henry Marsh             | 33  | Stati Uniti    | 8'17"78 |                                          |
| 7       | Peter Koech             | 29  | Kenya          | 8'20"08 |                                          |
| 8       | Patrick Sang            | 23  | Kenya          | 8'20"45 |                                          |
| 9       | Alessandro Lambruschini | 22  | Italia         | 8'24"25 |                                          |
| 10      | Raymond Pannier         | 26  | Francia        | 8'26"50 |                                          |
| 11      | José Regalo             | 23  | Portogallo     | 8'27"64 |                                          |
| 12      | Patriz Ilg              | 29  | Germania Ovest | 8'38"46 |                                          |
| 13      | Franco Boffi            | 28  | Italia         | 8'43"60 |                                          |
| 14      | Roger Hackney           | 30  | Regno Unito    | 8'48"86 |                                          |
| 15      | Joshua Kipkemboi        | 28  | Kenya          | dnf     |                                          |